# Lotte Weitbrecht
Lotte Weitbrecht (offiziell: Lieselotte Weitbrecht; * 20. Mai 1907 in Stuttgart; † 1990) war eine deutsche Verlegerin. Sie leitete von 1936 bis 1965 den Thienemann Verlag und gilt als Entdeckerin und Förderin bedeutender Autoren der Kinder- und Jugendliteratur, im Besonderen von Michael Ende und Otfried Preußler.

## Leben und Wirken
Lotte Weitbrecht stammte aus der württembergischen Verlegerfamilie Weitbrecht ab und war die Tochter des Verlegers Otto Weitbrecht (1880–1936) und dessen Ehefrau Frieda Mohn (1883–1965). Ihr Vater hatte 1916 den Thienemann Verlag übernommen und besaß zudem eine Teilhaberschaft am Verlag J. F. Steinkopf, beide in Stuttgart ansässig. Nach ihrem Studium, unter anderem in Paris, stieg sie 1933 als Verlagschefin für die Zeitschrift „Neue Hauswirtschaft“ in das väterliche Unternehmen ein, nachdem die bisherige Verantwortliche Erna Meyer aufgrund von Arisierungsmaßnahmen den Verlag verlassen musste. Zwei Jahre später wurde sie zur Prokuristin ernannt und übernahm nach dem Tod ihres Vaters im Jahr 1936 die Leitung des Verlags, während ihre Mutter testamentarisch als Inhaberin eingesetzt wurde.
Nachdem bereits ihr Vater das Verlagssortiment gemäß den Vorstellungen der ab 1933 herrschenden Nationalsozialisten ausgerichtet hatte und besonders nachdem Lotte Weitbrecht ab 1941 zudem Teilhaberin des Verlags geworden war, pflegte sie regelmäßige Kontakte zu wichtigen Personen und Institutionen der NSDAP. Sie stimmte ihre Verlagsplanungen mit den Vertretern der Reichsjugendführung und dem Nationalsozialistischen Lehrerbund (NSLB) sowie mit dem Reichsministerium für Volksaufklärung und Propaganda (RMVP) ab und verhinderte damit Einschränkungen für ihr Unternehmen.
Durch die Luftangriffe auf Stuttgart im September 1944 wurden die Verlagsgebäude größtenteils zerstört und Weitbrecht begann nach dem Zweiten Weltkrieg mit Hilfe einer Lizenz der Militärregierung mit dem Wiederaufbau der Gebäude und der Wiederaufnahme des Betriebes. Im Jahr 1951 holte sie ihren Bruder Richard (1915–1995) mit in die Verlagsleitung, in der sie selbst noch bis 1966 tätig blieb. Damit legte sie, die selbst kinderlos geblieben war, den Grundstein für die spätere Übergabe des Verlages an die dritte Generation in Gestalt des im Jahr 1943 geborenen Sohnes ihres Bruders und dessen Nachfolgers Hansjörg Weitbrecht.
In den 1950er- und 1960er-Jahren knüpfte Lotte Weitbrecht zahlreiche Kontakte zu renommierten Kinder- und Jugendbuchautoren, darunter vor allem Otfried Preußler und Michael Ende, deren Bücher zum Verkaufsschlager wurden und infolgedessen Thienemann zu einem der bekanntesten Kinderbuchverlage aufstieg. Darüber hinaus brachte sie die Autoren mit bekannten Illustratoren wie beispielsweise Franz Josef Tripp und Winnie Gebhardt-Gayler zusammen, die mit ihren Zeichnungen maßgeblich zum Verkaufserfolg der Bücher beigetragen haben.
Lotte Weitbrecht selbst setzte sich vor allem mit dem Gesamtwerk Lederstrumpf von James Fenimore Cooper und mit der Erzählung Rübezahl von Johann Karl August Musäus auseinander, überarbeitete diese Werke grundlegend und ließ sie zeitgemäß illustrieren sowie anschließend in ihrem Thienemann Verlag neu herausgeben. Darüber hinaus engagierte sie sich aktiv in verschiedenen Gremien des Börsenvereins des Deutschen Buchhandels.
Für ihre Verdienste um den Thienemann Verlag im Allgemeinen und die Kinder- und Jugendbuchliteratur im Besonderen wurde Lotte Weitbrecht im Jahr 1967 mit dem Verdienstkreuz am Bande des Verdienstordens der Bundesrepublik Deutschland geehrt.

## Schriften (Auswahl)
- Lederstrumpf : Erzählungen von James Fenimore Cooper. Neu überarbeitet von Lotte Weitbrecht. Übersetzung von Carry Kühlewein. Illustriert von Karl Friedrich Brust. Thiemann Verlag, Stuttgart 1952; 5. Auflage (43.000) 1971, ISBN 978-3-522-10110-3
- Rübezahl : Nach Johann Karl August Musäus frei erzählt. Mit Textzeichnungen von Karl Mühlmeister, Thienemann Verlag, Stuttgart 1956 (Auflage 1–35.000), 1960 (Auflage bis 39.000)
- Anton Eisenreich zum Gedächtnis, in: Börsenblatt – Wochenmagazin des Deutschen Buchhandels, Band 15, 1959